# Naughty Dog Game Engine
Naughty Dog Game Engine – silnik gry wyprodukowany przez firmę Naughty Dog. Wykorzystywany w przygodowych grach akcji przedstawionych z perspektywy trzeciej osoby.

## Historia
Naughty Dog Game Engine w wersji 1.0 pozwolił w grze Uncharted: Fortuna Drake’a na obsługę rozdzielczości 720p i 1080i oraz wyświetlanie grafiki z prędkością 30 klatek na sekundę. Ponadto twórcy mogli przeprowadzić sesje motion capture do nagrywania ruchów postaci, które dzięki możliwościom silnika są bardzo płynne, a gestykulacja i zachowanie – naturalne.
Wersja 2.0 pozwoliła generować w Uncharted 2: Pośród złodziei ruchome obiekty tj. pociągi, które podlegają prawom fizyki, czy ciężarówki biorące udział w pościgach, podczas których główny bohater przeskakuje pomiędzy pojazdami. Poza tym, dzięki zmodyfikowanemu silnikowi twórcy gry mogli modelować zróżnicowane tereny z dużą liczbą elementów służących jako osłony dla strzelającego bohatera. Autorzy gry wiernie odwzorowali także opady śniegu, wiatr oraz sposób, w jaki postacie w grze zostawiają ślady, podróżując przez zaspy na stokach Himalajów. Gdy postać stoi na zewnątrz, padający na niego śnieg pokrywa jego głowę i ramiona. Natomiast po wejściu do wnętrza pomieszczenia, powoli topnieje i znika. Ponadto silnik pozwala wygenerować teksturę lodu, który odbija światło i migocze w bardzo realistyczny sposób.
Wersja 3.0 umożliwiała w Uncharted 3: Oszustwo Drake’a dokładniejsze odwzorowanie fizyki, efektów wizualnych i efektów zmieniającego się otoczenia w czasie rzeczywistym. Pozwoliła również na lepsze dopracowanie takich elementów grafiki jak piasek, ogień, dym, woda czy ruchy postaci, bardziej realistyczne tekstury oraz animacje. Jedną z głównych nowości tej wersji silnika było odwzorowanie ognia, który realistycznie spala drewniane części budynków.
W maju 2013 roku Bruce Straley z Naughty Dog zapowiedział, że zmodyfikowana wersja silnika będzie używana także w grach produkowanych na PlayStation 4.

## Gry wykorzystujące silnik
Wersja 1.0:
- Uncharted: Fortuna Drake’a

Wersja 2.0:
- Uncharted 2: Pośród złodziei

Wersja 3.0:
- Uncharted 3: Oszustwo Drake’a
- The Last of Us